# إليزابيث كان
إليزابيث كان (بالإنجليزية: Elizabeth Kane) هي طبيبة وكاتِبة أمريكية، ولدت في 12 مايو 1836 في ليفربول في المملكة المتحدة، وتوفيت في 25 مايو 1909.